# 神经末梢
神经末梢（英文：Nerve ending）是神经的末端，能感受外来刺激并传递给神经中枢，或把神经中枢的冲动传达给有关组织。神经末梢大体可以分为感觉神经末梢和运动神经末梢。

## 类别

### 感觉神经末梢
感觉神经末梢是感觉神经（亦称传入神经）的末端，也称感受器（Sensory receptor），多由感觉神经元的轴突组成。作用是把感受到的来自人身体内部或外部的刺激转化为神经冲动，传递给神经中枢。它成椭圆形。
感觉神经末梢有两种不同的结构，由此，感觉神经末梢又可分为两种：一种是游离神经末梢（Free nerve ending），另一种是被囊神经末梢（Encapsulated nerve ending）。
- 游离神经末梢广泛分布在上皮组织和结缔组织之中，结构较被囊神经末梢简单[2][3]。它是一些神经纤维的末端失去施万细胞，其外露的轴突末端不断分成细枝形成的。可以感知触碰、疼痛和冷热的刺激[3]。
- 被囊神经细胞末梢的形式十分多样，最为常见的有触觉小体和帕西尼氏小体（均为力学感受器）[4]。

### 运动神经末梢
运动神经末梢是运动神经的末端，也称效应器（Effector），由运动神经元的轴突组成，它控制着肌肉的收缩。广义的传出神经末梢还可控制腺体的分泌，分布到骨骼肌的运动神经末梢称为躯体运动神经末梢，分布到内脏和腺体的传出神经末梢叫做内脏神经末梢。